# 1996년 7월
| 1996년: 1월 · 2월 · 3월 · 4월 · 5월 · 6월 · 7월 · 8월 · 9월 · 10월 · 11월 · 12월 |

| <          | 1996년 7월  | 1996년 7월  | 1996년 7월 | 1996년 7월 | 1996년 7월 | >          |
| 일         | 월          | 화          | 수         | 목         | 금         | 토         |
|            | 1 5.16 기해 | 2 17 경자   | 3 18 신축  | 4 19 임인  | 5 20 계묘  | 6 21 갑진  |
| 7 22 을사  | 8 23 병오   | 9 24 정미   | 10 25 무신 | 11 26 기유 | 12 27 경술 | 13 28 신해 |
| 14 29 임자 | 15 30 계축  | 16 6.1 갑인 | 17 2 을묘  | 18 3 병진  | 19 4 정사  | 20 5 무오  |
| 21 6 기미  | 22 7 경신   | 23 8 신유   | 24 9 임술  | 25 10 계해 | 26 11 갑자 | 27 12 을축 |
| 28 13 병인 | 29 14 정묘  | 30 15 무진  | 31 16 기사 |            |            |            |

| 편집하기 |

## 1996년7월 29일
- 하시모토 류타로 일본 총리가 야스쿠니 신사 참배를 강행하였다.

## 1996년7월 19일
- 1996년 하계 올림픽이 미국 애틀랜타에서 개막하다.

## 1996년7월 5일
- 최초의 복제 포유류인 양 돌리가 태어나다.